# Pteris tibetica
Pteris tibetica là một loài thực vật có mạch trong họ Pteridaceae. Loài này được Ching miêu tả khoa học đầu tiên năm 1983.